# Comuna Tohatin, Chișinău
Comuna Tohatin este o comună din municipiul Chișinău, Republica Moldova. Este formată din satele Tohatin (sat-reședință), Buneți și Cheltuitori.

## Demografie
Conform datelor recensământului din 2014, comuna are o populație de 2.596 de locuitori. La recensământul din 2004 erau 2.487 de locuitori.

## Administrație și politică
Componența Consiliului local Tohatin (13 consilieri), ales la 5 noiembrie 2023, este următoarea:
|  | Partid                                        | Consilieri | Componență | Componență | Componență | Componență | Componență |
|  | --------------------------------------------- | ---------- | ---------- | ---------- | ---------- | ---------- | ---------- |
|  | Mișcarea Alternativa Națională                | 5          |            |            |            |            |            |
|  | Partidul Acțiune și Solidaritate              | 4          |            |            |            |            |            |
|  | Partidul Dezvoltării și Consolidării Moldovei | 2          |            |            |            |            |            |
|  | Partidul Liberal Democrat din Moldova         | 1          |            |            |            |            |            |
|  | Partidul Socialiștilor din Republica Moldova  | 1          |            |            |            |            |            |